# The Life... DOC Blues 5%
The Life... DOC Blues 5%는 대한민국의 음악 그룹 DJ DOC의 다섯 번째 정규앨범이다.

## 정보
전작 보다 김창렬의 보컬 비중이 줄었는데, 앨범 작업 중 그의 모친상 등 개인 사정으로 인해 나머지 두 사람만 작업한 부분도 있었기 때문에 이하늘과 정재용의 랩 비중이 크게 늘었다. 가사 역시 전작들보다 더욱 과격해졌는데, 이에 대해 그 들은 "우리의 일상과 평소 생각을 담았다"고 밝혔다. 타이틀 곡인 〈Run to You〉에 대해서는 "정서상의 타이틀곡은 아니다"라고 이야기했다. 앨범 발매 이후 등장한 각종 논란과 보도에 대해서는 "언론이 우리의 의견을 묻지도 않고 기사를 부풀려 썼다"라고 하기도 했다.
2000년 8월 5일과 6일에는 이틀간 〈CRAZY〉라는 타이틀로 공연을 개최했다.

### 논란
수록곡 중 〈Nuclear Lunch The Detect〉와 그 다음 트랙인 〈포조리〉는 경찰에 대한 욕설섞인 비판적 가사가 들어있다. 물론 〈Nuclear Lunch The Detect〉에서 경찰 전체를 싸잡아 얘기하는 것이 아니라 일부 비양심적인 경찰에 대한 이야기를 하고 있다는 내용의 가사가 있었으나, 이에 대해 2000년 5월 16일 DJ DOC의 프로덕션 소재지를 관할하고 있던 서울 강남경찰서에서 장기택 서장 등 21명의 명의로 실무자를 시켜 이하늘과 음반 제작사인 새한을 상대로 법원에 음반배포중지 가처분 신청서를 내도록 하고, 검찰에도 명예훼손 혐의로 고소하는 방안을 자문하였다. 그러나 다음 날 이 내용이 언론에 보도되자 결국 신청 자체를 보류시켰다.
5월 18일 한국영상물등급위원회는 가요음반소위원회를 열고 욕설, 경찰 비방 내용의 가사로 5집을 연소자 이용불가 음반으로 결정한다.
수록곡 중 〈Run To You〉는 보니 M.의 〈Daddy Cool〉을 샘플링하여 이로 인한 저작권 문제가 있었다.

## 수록곡
| #            | 제목                                      | 작사           | 작곡                                     | 편곡           | 재생 시간 |
| ------------ | ----------------------------------------- | -------------- | ---------------------------------------- | -------------- | --------- |
| 1.           | 〈Intro〉 (부제: 와신상담 / feat. 뿜빠이) | 이하늘, 정재용 | 오창석                                   | 오창석         | 4:18      |
| 2.           | 〈비.愛〉 (Acoustic)                      | 이하늘, 정재용 | DJ Murf                                  | 이하늘         | 3:23      |
| 3.           | 〈L.I.E〉 (feat. Park.D)                  | 이하늘, 정재용 | 이하늘                                   | 이하늘         | 4:34      |
| 4.           | 〈Nuclear Lunch The Detect〉              |                |                                          |                | 0:22      |
| 5.           | 〈포조리〉 (feat. 뿜빠이, DJ Murf)        | 이하늘         | Harry Wayne Casey, Richard Finch, 박홍신 | 박홍신         | 3:47      |
| 6.           | 〈Boogi Night〉 (feat. 뿜빠이)            | 이하늘, 정재용 | 남궁연                                   | 남궁연         | 4:13      |
| 7.           | 〈Run To You〉                            |                | Frank Farian, 이하늘, 박해문             | 이하늘, 박해문 | 3:45      |
| 8.           | 〈기다리고 있어〉 (feat. 앤썸)            | 정연준         | 정연준                                   | 정연준         | 4:54      |
| 9.           | 〈아무도 모르게〉                         | 이하늘, 정재용 | 정연준                                   | 정연준         | 3:57      |
| 10.          | 〈사랑을 아직도 난〉 (feat. 태웅, 후니훈) | 이하늘, 정재용 | 정재용                                   | DJ Murf        | 3:43      |
| 11.          | 〈Someday〉                               |                |                                          |                | 1:12      |
| 12.          | 〈D.O.C Blues〉                           | 이하늘, 정재용 | 이하늘                                   | 이하늘         | 5:11      |
| 13.          | 〈부익부 빈익빈〉 (feat. 허인창)          | 정재용         | 이하늘                                   | 이하늘         | 3:49      |
| 14.          | 〈알쏭달쏭〉 (feat. 태웅, 후니훈)         | 이하늘, 정재용 | 이하늘                                   | 이하늘         | 4:16      |
| 15.          | 〈Analog〉                                | 이하늘         | 유건형                                   | 유건형         | 4:24      |
| 16.          | 〈Alive〉 (feat. 45RPM, 뿜빠이)           | 이하늘, 정재용 | 신현호                                   | 차성훈         | 3:59      |
| 17.          | 〈비.愛〉 (Original)                      | 이하늘, 정재용 | DJ Murf                                  | 희성, 이하늘   | 3:59      |
| 총 재생 시간 | 총 재생 시간                              | 총 재생 시간   | 총 재생 시간                             | 총 재생 시간   | 64:40     |

- 〈포조리〉는 미국의 음악 그룹 KC and the Sunshine Band의 1976년 곡 〈(Shake, Shake, Shake) Shake Your Booty〉를 샘플링하였다.
- 〈Run to You〉는 서독의 음악 그룹 보니 M의 1976년 곡 〈Daddy Cool〉을 샘플링하였다.
- 〈D.O.C Blues〉는 미국의 소울/R&B 음악가 마빈 게이의 1973년 곡 〈Let's Get It On〉을 샘플링하였다.
- 〈Analog〉는 마빈 게이의 1982년 곡 〈Sexual Healing〉을 샘플링하였다.

## 참여
이 목록은 해당 앨범의 부클릿 〈staff〉목록에서 발췌하였다.
DJ DOC
- 이하늘 - 랩
- 정재용 - 랩
- 김창렬 - 보컬

세션
- 남궁연 - 디렉터, 드럼
- 정연준 - 디렉터, 기타
- 한상원 - 기타
- Sam Lee - 기타
- 이희성 - 기타
- 신현권, 정재일 - 베이스 기타
- 정원영 - 건반 악기
- 조원선, 서영, 영득, 뿜빠이, 앤썸, 박기호 - 코러스
- 박명화 - 창(唱)
- 류지영 - 가야금
- DJ Murf, DJ 렉스 - 스크래치

스탭
- 이하늘 - 프로듀서, 디렉터
- 정재용 - 디렉터
- Free Style - 공동 프로듀서
- 박병준, 김동훈 - 믹싱
- 고종원, 박동원, 서현주 - 녹음
- 최효영 (소닉 코리아) - 마스터링
- 정세진 - 사진
- 백수현 - 스타일리스트
- 이강현(gigic) - 디자인
  - 우경례(gigic) - 보조
- 임정석, 조병영, 박태민, 박대형, 서용선 - 매니지먼트